# Magic Packet
Zasugerowano, aby zintegrować ten artykuł z artykułem  Wake on LAN (dyskusja). Nie opisano powodu propozycji integracji.
Magic Packet – specjalny pakiet przesyłany w sieci Ethernet umożliwiający włączenie komputera poprzez sieć LAN, (technologia Wake on LAN). Może być użyty do tego protokół UDP lub IPX. Najważniejszą częścią pakietu jest ładunek (ang payload). Składa się on ze 102 bajtów, razem z nagłówkami 144B. Zawiera on najpierw 6 bajtów zapełnionych jedynkami (FF: FF: FF: FF: FF: FF) a następnie szesnaście razy powtórzony adres MAC komputera, który ma się włączyć.
Jest wiele programów, również open source, umożliwiających wysłanie takiego pakietu w prosty sposób.